# ディティシャ・ハーパー
ディティシャ・ハーパー(Detysha Harper、1998年10月23日 - ）は、イングランドの女子ラグビーユニオン選手。

## プロフィール
- イングランド・サルフォード出身[1]。
- ポジションはプロップ(PR)。
- 身長 175cm
- 女子イングランド代表キャップは5（2022年12月現在）。

## 略歴
2022年、ラウラ・キーエツの負傷に伴い、ラグビーワールドカップ2021の女子イングランド代表に追加召集されて、レッド・ローズ2大会連続準優勝に貢献。